# Paluma Dam
Paluma Dam är en dammbyggnad i Australien. Den ligger i kommunen Townsville och delstaten Queensland, omkring 1 200 kilometer nordväst om delstatshuvudstaden Brisbane.
Trakten runt Paluma Dam är nära nog obefolkad, med mindre än två invånare per kvadratkilometer..
I omgivningarna runt Paluma Dam växer i huvudsak städsegrön lövskog.  Genomsnittlig årsnederbörd är 1 014 millimeter. Den regnigaste månaden är februari, med i genomsnitt 254 mm nederbörd, och den torraste är september, med 6 mm nederbörd.